# Chrudim

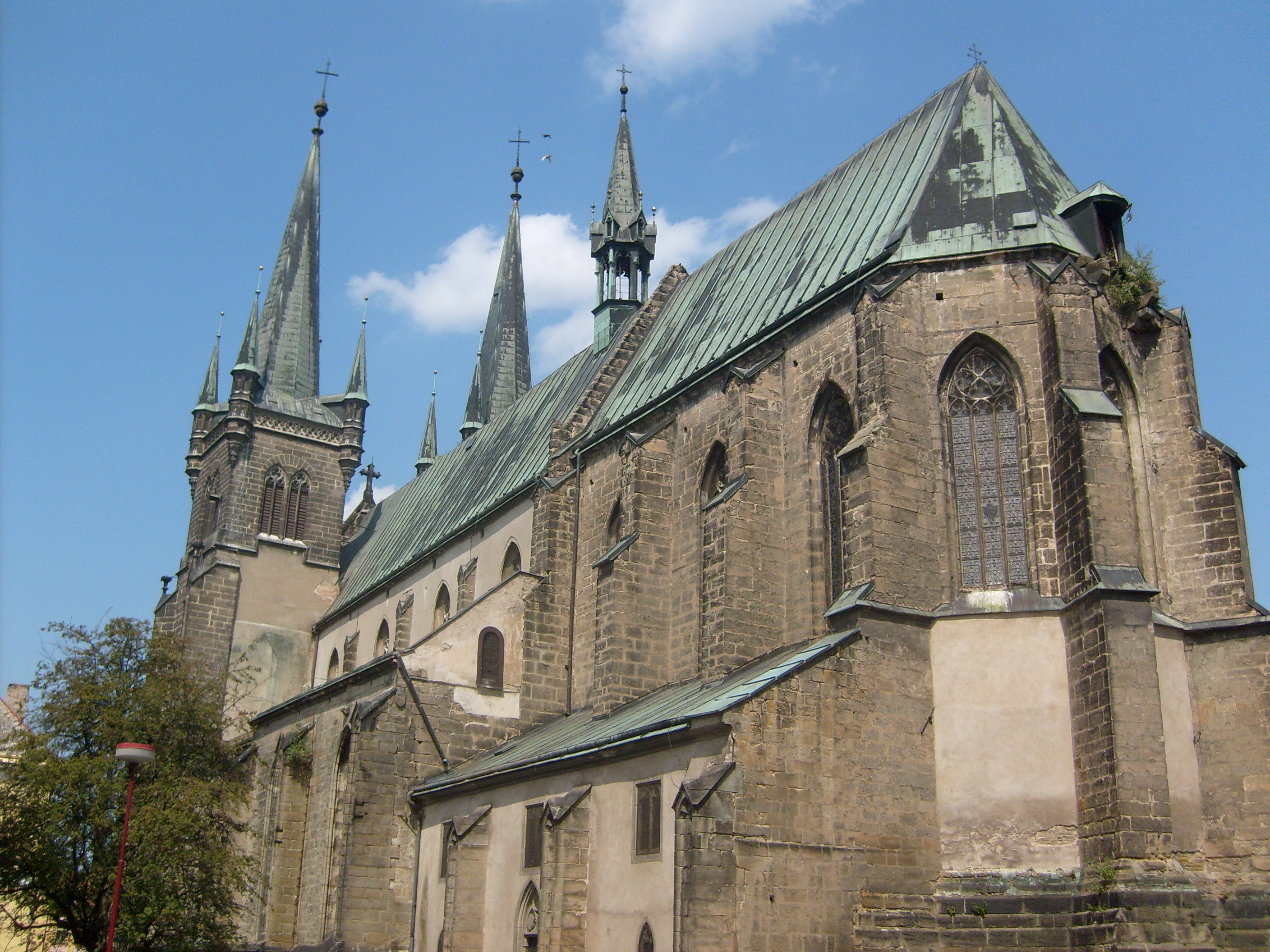
Kirche Mariä Himmelfahrt

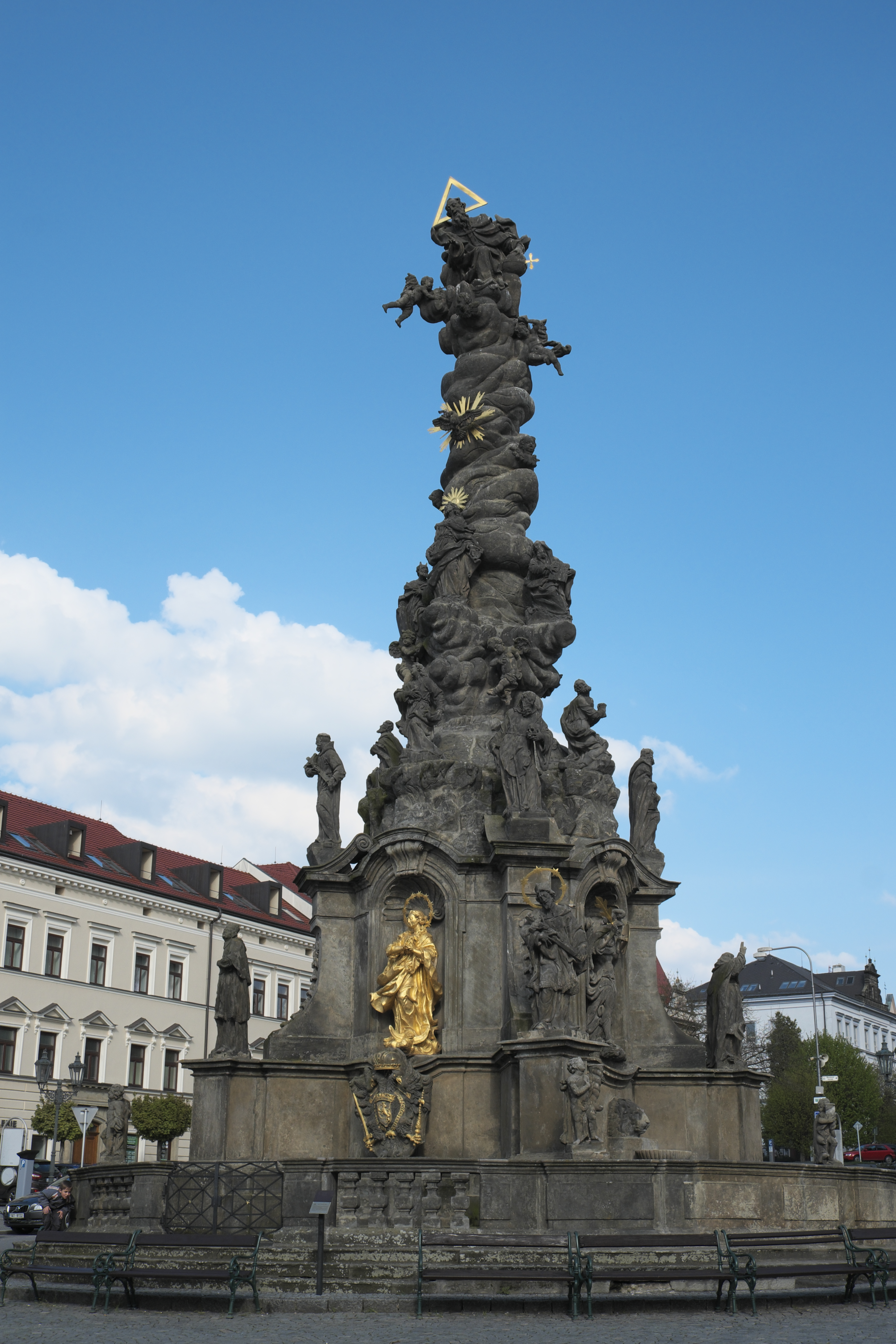
Hauptplatz von Chrudim mit Pestsäule von 1717 bis 1734

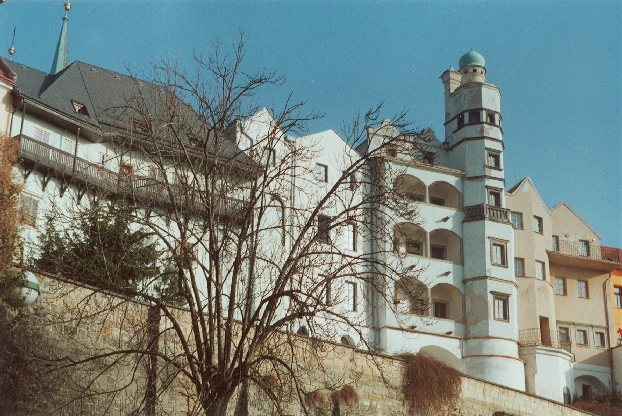
Mydlář-Haus, heute ein Marionettenmuseum

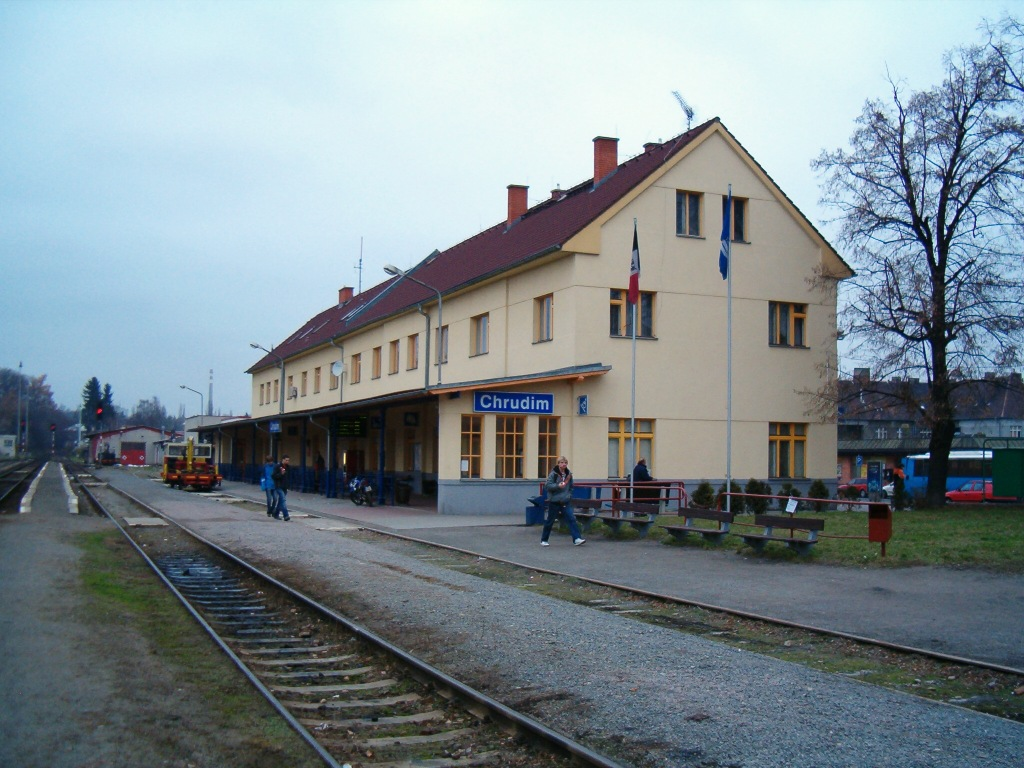
Bahnhof Chrudim

Chrudim (deutsch älter auch: Crudim) ist eine Stadt im ostböhmischen Pardubický kraj. Es liegt an der Chrudimka an der Bahnstrecke Havlíčkův Brod–Pardubice, von der die Bahnstrecke Chrudim–Chrudim město abzweigt.

## Geschichte
Wahrscheinlich wurde Chrudim im 9. Jahrhundert gegründet. Erstmals urkundlich erwähnt wurde es im Jahr 1055, als dort der böhmische Fürst Břetislav I. starb. Bereits damals war es ein bedeutendes Verwaltungszentrum mit einer Fürstenburg der Přemysliden. Nach 1162 gelangte es an den přemyslidischen Nebenzweig der Diepoldinger (Děpoltici) die hier bis 1231 als Fürsten regierten. Um die Fürstenburg entwickelte sich ein Handwerks- und Marktzentrum, das unter König Ottokar II. zur Königsstadt und die Fürstenburg zur Königsburg erhoben wurde. Anfang des 14. Jahrhunderts wurde Chrudim zusammen mit weiteren ostböhmischen Städten Leibgedingestadt böhmischer Königinnen. Mitte des 14. Jahrhunderts wurde es Zentrum des altböhmischen Chrudimer Kreises. Während der Hussitenkriege wurde die Königsburg, die unweit der späteren Erzdekanatskirche stand, zerstört. Ihre baulichen Reste wurden im 19. Jahrhundert abgetragen.
Nach den Hussitenkriegen konnte Chrudim außerhalb der Stadt bedeutenden Landbesitz erwerben, der jedoch nach der Niederschlagung des Ständeaufstands von 1547 entschädigungslos konfisziert wurde. Dadurch stagnierte die wirtschaftliche Entwicklung der Stadt für Jahrzehnte. 1641 wurde das Kapuzinerkloster gegründet, mit dessen Bau jedoch erst 1656 begonnen wurde. Die zugehörige Klosterkirche St. Joseph entwickelte sich ab dem Ende des 17. Jahrhunderts zu einem bekannten Wallfahrtsort (wundertätiges Salvatorbild).
Seit Mitte des 18. Jahrhunderts kam es zu einem wirtschaftlichen Aufschwung durch die Textilproduktion. Zudem war die Stadt ein landwirtschaftliches Marktzentrum für das umliegende Land. Bedeutung erlangten auch die Pferdemärkte. Am 6. August 1850 zerstörte ein Großfeuer die Katharinenvorstadt und Teile der Johannesvorstadt. Mit dem 1871 erfolgten Eisenbahnanschluss wurde die Industrialisierung gefördert. Von wirtschaftlicher Bedeutung ist die Herstellung von Stahlrohrtürmen für Windkraftanlagen, Spiritus und landwirtschaftliche Maschinen.

## Stadtgliederung
- Chrudim I (Innenstadt)
- Chrudim II (Neustadt)
- Chrudim III (Katharina-Vorstadt)[3]
- Chrudim IV (Johannes-Vorstadt)[4] inklusive des eingemeindeten Dorfes Markovice (deutsch: Markowitz, Sankt Markus (1350)).[5]
- Medlešice (Medleschitz, älter auch Messlesitz (1384), Mesileschitz, Messleschitz)[5]
- Topol (Topol, älter auch Toppole (1399))[5]
- Vestec (Westetz; älter auch Steinmetzendorf (1399))[5]
- Vlčnov (Wiltschnau, Wulschnau (1346)[6])

## Sehenswürdigkeiten
- Erzdekanatskirche Mariä Himmelfahrt in der Marktmitte
- Reste der Stadtbefestigung
- Altes Rathaus
- Pestsäule, geschaffen von Ignaz Rohrbach
- Jüdischer Friedhof
- Marionettenmuseum im Mydlář-Haus am Marktplatz (Resselovo náměstí)

## Städtepartnerschaften
- Motovun, Kroatien
- Oleśnica, Polen
- Svidník, Slowakei
- Znojmo, Tschechien[7]

## Stolpersteine
Am 20. September 2017 wurden die ersten elf Stolpersteine in Chrudim für Opfer des Holocaust gelegt, darunter für den Zahnarzt Artur Pachner. Die Verlegung erfolgte durch Gunter Demnig. Nach einer Gedenkstätte, die 2012 auf dem jüdischen Friedhof in Chrudim eingeweiht wurde, ist es eine weitere Erinnerung an jüdische Bürger, die in Konzentrationslagern ermordet wurden. 1942 wurden insgesamt 87 jüdische Bürger aus Chrudim in Konzentrationslager deportiert, von denen 80 nicht mehr zurückkamen.

## Persönlichkeiten

### Söhne und Töchter der Stadt
- Viktorin Kornel ze Všehrd (1460–1520), Schriftsteller, Rechtsanwalt, Meister der Universität und Dekan der Prager Universität
- Josef Ressel (1793–1857), Erfinder
- Adrienne von Pötting (1856–1909), Malerin
- Josef Schramek (1856–1940), Volkskundler und Schriftsteller
- Bohuslav Jeremiáš (1859–1918), Komponist, Organist, Dirigent und Musikpädagoge
- Caroline Kubin (1860–1945), Malerin
- Jindřich Andrial (1888–1959), Diplomat
- Jaroslav Lonek (1904–1945), Flugzeugkonstrukteur und Widerstandskämpfer
- Jaroslav Doubrava (1909–1960), tschechischer Komponist, Maler und Pädagoge
- Kurt Freund (1914–1996), tschechisch-kanadischer Psychiater und Sexualwissenschaftler
- Jan Knap (* 1949), Künstler
- Radek Rubeš (* 1971), Diplomat
- Vít Reichl (* 1993), Handballspieler
- David Holý (* 1998), Stabhochspringer

### Im Ort lebten und wirkten
- Diviš Bořek z Miletínka († 1437), Feldhauptmann der Hussiten in Ost- und Mittelböhmen
- Martin Lupáč (14. Jahrhundert–1468), tschechischer Theologe und Diplomat der Hussiten
- Wenzel Weber von Ebenhof (1781–1865), Kreishauptmann der Stadt
- Bohumil Markalous (1882–1952), tschechischer Schriftsteller, Journalist, Hochschulprofessor, Kunstästhetiker und -kritiker
- Tomáš Pešina z Čechorodu (1629–1680), tschechischer Historiker und Schriftsteller
- Ignaz Rohrbach (1691–1747), Bildhauer
- Václav Jan Křtitel Tomášek (1774–1850), tschechischer Musiklehrer und Komponist